# روبرتو غوالتيري
روبرتو غوالتيري (مواليد 19 يوليو 1966) هو سياسي وأكاديمي إيطالي عضو في الحزب الديمقراطي، يشغل منصب عمدة مدينة روما منذ أكتوبر 2021.